# A domani (EP)
A domani è un EP, primo lavoro da solista dell'mc milanese Ape, uscito nel 2002, a seguito di varie esperienze maturate nel suo gruppo, i Trilamda. All'interno del progetto è contenuta la traccia Estate '02, di cui esiste una versione successiva (dal titolo Notti d'estate), contenuta nella compilation del 2004 Street Flava 2nd Avenue

## Tracce
1. Intro
2. A domani
3. Amori avari
4. Droga legale
5. Un altro giorno
6. Estate '02